# Nodra
Nodra AB är ett aktiebolag som ägs av Norrköpings kommun. Bolaget ansvarar för reningen av vatten till hushåll i Norrköping och avloppet i området. Bolaget ansvarar även för att samla in, transportera och återvinna hushållsavfall och därmed jämförligt avfall från annan verksamhet. Bolaget säljer också bredband. Företaget är dotterbolag till Norrköping Rådhus AB, som ägs helt av Norrköpings kommun. Företaget har cirka 160 anställda.